# Nowaja Jeluzań
Nowaja Jeluzań (ros. Новая Елюзань) – wieś (sieło) w Rosji, w obwodzie saratowskim, w rejonie bałakowskim. W 2010 liczyła 426 mieszkańców, głównie Tatarów.